# Vladimir Polikarpenko
Vladimir Polikarpenko (Zaporizhia, 9 de junho de 1972) é um triatleta profissional ucraniano. 

## Carreira

### Olimpíadas
Vladimir Polikarpenko disputou os Jogos de Sydney 2000, terminando em 15º lugar com o tempo de 1:49:51.78.  Em Atenas 2004, ficou em 30º e em Pequim 2008, 35º colocado. 